# Bundesstrasse 321
Bundesstrasse 321 är en förbundsväg i de tyska förbundsländerna Mecklenburg-Vorpommern och Brandenburg. Vägen är 98 kilometer lång.